# La Vague verte
La Vague verte est un tableau de Claude Monet réalisé vers 1866-1867. Il fait partie des collections du Metropolitan Museum of Art. Le style du peintre est ici influencé par celui d'Édouard Manet.

## Contexte
Monet quitte l'atelier de Gleyre, dont l'enseignement tourné vers l'académisme ne lui convient plus, en 1863. Il veut peindre dans la nature, encouragé par Gleyre lui-même. Les techniques nouvelles, notamment celles mises en œuvre par Manet, l'intéressent. Manet peint notamment Les Marsouins en 1864. Il y utilise un contraste marqué entre le clair du ciel et les masses très sombres des navires. Le cadrage du bateau du premier plan est coupé au niveau supérieur des mâts. Son allure altière et détaillée contraste avec la masse informe du vapeur crachant une fumée sale, situé au second plan. L'élégance des mouvements des marsouins est soulignée par un geste vif évoquant les estampes de Hiroshige.

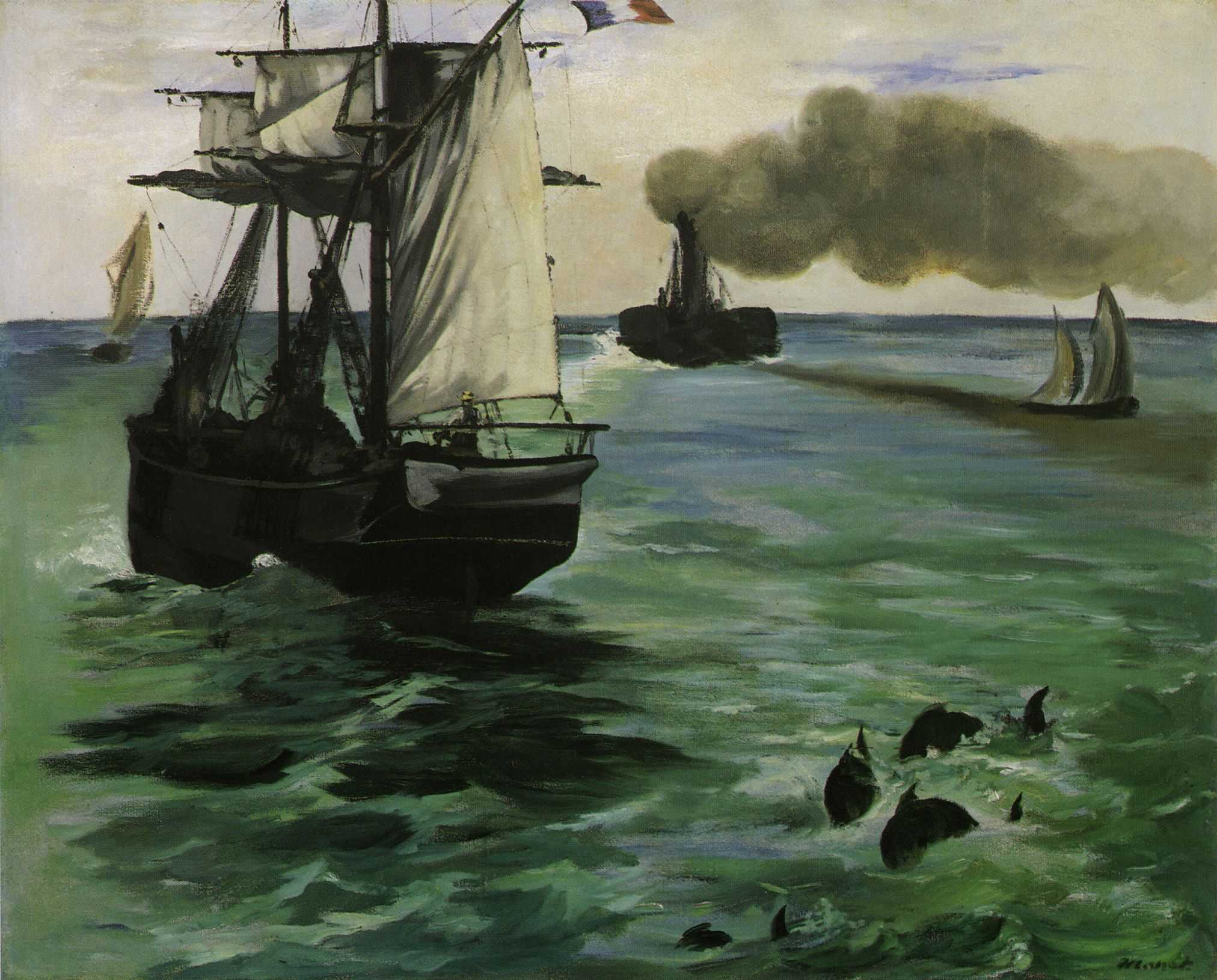
Édouard Manet, Les Marsouins, 1864, Philadelphia Museum of Art

La mer, qui est familière à Monet depuis son enfance, est une source d'inspiration importante durant ses séjours réguliers à Honfleur et au Havre.
La date de 1865 qu'il mentionne après sa signature n'est pas significative, le tableau ayant été plus certainement réalisé durant ses séjours de 1866 ou 1867.

## Style
Monet démontre en grande maîtrise de l'utilisation du blanc pur en l'appliquant directement sorti du tube et en utilisant le couteau. La mer est traitée sommairement par des applications discrètes de noir pur sur le vert émeraude encore frais. Elle occupe une position prépondérante dans la toile, sur les quatre cinquièmes de sa surface. La position du bateau, décentrée et très penchée, donne une impression de lutte contre les éléments, renforcée par une ligne d'horizon ondulée, marquée par la houle. La perspective est soulignée par trois bateaux situés dans des plans différents. L'influence du travail de Manet, antérieur, est marquée.

## Parcours
Le tableau est vendu par Durand-Ruel à Mary Cassatt en 1882. Il intègre par la suite différentes collections privées avant d'être légué au Metropolitan Museum of Art en 1929.
Duret le prête pour l'exposer à la quatrième exposition impressionniste. Il y est mentionné, comme Marine (1875), dans le catalogue. Depuis 1929, le Metropolitan l'intègre à une quinzaine d'expositions aux États-Unis et en Europe.